# Piąty gabinet Billy’ego Hughesa
Piąty gabinet Billy’ego Hughesa (ang. Fifth Hughes Ministry) – szesnasty gabinet federalny Australii, urzędujący od 4 lutego 1920 do 9 lutego 1923, i zarazem ostatni z gabinetów kierowanych przez premiera Billy’ego Hughesa. Był gabinetem jednopartyjnym tworzonym przez Nacjonalistyczną Partię Australii (NPA). Został sformowany po zwycięstwie tego stronnictwa w wyborach w 1919 i utrzymał się przez całą kadencję Izby Reprezentantów, aż do wyborów w grudniu 1922. Tymczasowo administrował krajem jeszcze przez blisko dwa miesiące po wyborach, do lutego 1923, w czasie negocjacji koalicyjnych między NPA a Partią Wiejską, które ostatecznie doprowadziły do powstania pierwszego gabinetu Stanleya Bruce’a.

## Skład
| stanowisko                                               | członek gabinetu    | od              | do                |
| -------------------------------------------------------- | ------------------- | --------------- | ----------------- |
| premier                                                  | Billy Hughes        | 4 lutego 1920   | 9 lutego 1923     |
| minister spraw zagranicznych                             | Billy Hughes        | 21 grudnia 1921 | 9 lutego 1923     |
| prokurator generalny                                     | Billy Hughes        | 4 lutego 1920   | 21 grudnia 1921   |
| prokurator generalny                                     | Littleton Groom     | 21 grudnia 1921 | 9 lutego 1923     |
| minister marynarki wojennej                              | Joseph Cook         | 4 lutego 1920   | 28 lipca 1920     |
| minister marynarki wojennej                              | William Laird Smith | 28 lipca 1920   | 9 lutego 1923     |
| minister obrony                                          | George Pearce       | 4 lutego 1920   | 21 grudnia 1921   |
| minister obrony                                          | Walter Massy-Greene | 21 grudnia 1921 | 9 lutego 1923     |
| minister skarbu                                          | William Watt        | 4 lutego 1920   | 15 czerwca 1920   |
| minister skarbu                                          | Joseph Cook         | 28 lipca 1920   | 11 listopada 1921 |
| minister skarbu                                          | Stanley Bruce       | 21 grudnia 1921 | 9 lutego 1923     |
| minister ds. repatriacji                                 | Edward Millen       | 4 lutego 1920   | 9 lutego 1923     |
| minister robót publicznych i kolei                       | Littleton Groom     | 4 lutego 1920   | 21 grudnia 1921   |
| minister robót publicznych i kolei                       | Richard Foster      | 21 grudnia 1921 | 9 lutego 1923     |
| wiceprzewodniczący Federalnej Rady Wykonawczej           | Edward Russell      | 4 lutego 1920   | 21 grudnia 1921   |
| wiceprzewodniczący Federalnej Rady Wykonawczej           | John Earle          | 21 grudnia 1921 | 9 lutego 1923     |
| minister handlu i ceł                                    | Walter Massy-Greene | 4 lutego 1920   | 21 grudnia 1921   |
| minister handlu i ceł                                    | Arthur Rodgers      | 21 grudnia 1921 | 9 lutego 1923     |
| minister spraw wewnętrznych i terytoriów                 | Alexander Poynton   | 4 lutego 1920   | 21 grudnia 1921   |
| minister spraw wewnętrznych i terytoriów                 | George Pearce       | 21 grudnia 1921 | 9 lutego 1923     |
| minister poczty                                          | George Wise         | 4 lutego 1920   | 21 grudnia 1921   |
| minister poczty                                          | Alexander Poynton   | 21 grudnia 1921 | 9 lutego 1923     |
| minister zdrowia                                         | Walter Massy-Greene | 10 lutego 1921  | 9 lutego 1923     |
| wiceminister obrony (w randze członka gabinetu)          | Granville Ryrie     | 4 lutego 1920   | 21 grudnia 1921   |
| wiceminister ds. repatriacji (w randze członka gabinetu) | Arthur Rodgers      | 28 lipca 1920   | 21 grudnia 1921   |
| wiceminister ds. repatriacji (w randze członka gabinetu) | Hector Lamond       | 21 grudnia 1921 | 9 lutego 1923     |
| minister bez teki                                        | William Laird Smith | 4 lutego 1920   | 28 lipca 1920     |